# الهنوف محمد
الهنوف محمد شاعرة إماراتية، وشخصية ثقافية بارزة في دولة الإمارات العربية المتحدة. شغلت منصب نائب الأمين العام للاتحاد العام للأدباء والكتاب العرب بين عامي 2019 و2020. في العام ذاته، تولت رئاسة مجلس إدارة اتحاد كتاب وأدباء الإمارات بالإنابة بعد وفاة الشاعر حبيب الصايغ.
يُعرف عنها إسهاماتها الأدبية المتنوعة، وقد أصدرت عددًا من الدواوين الشعرية البارزة منها:
- «سماوات» (1996)
- «جدران» (2005)
- «ريح يوسف» (2012)

كما حازت على لقب "سفيرة الإبداع الفكري والثقافي لدول مجلس التعاون الخليجي"، تقديراً لدورها في تعزيز الحراك الثقافي.

التعليم والتطوير المهني
الهنوف محمد حاصلة على:
- ليسانس آداب في اللغة الإنجليزية وآدابها من جامعة الإمارات.
- ماجستير في الترجمة التحريرية من جامعة سان جوزيف - فرع دبي.
- دبلوم في إعداد القادة الدوليين من جامعة حمدان الذكية.
- دبلوم في الذكاء الاصطناعي.
- دبلوم في التقديم التلفزيوني.
- دبلوم في مهارات الدبلوماسية الثقافية.

شاركت أيضًا في ورش عمل متخصصة : مثل ( كتابة السيناريو التاريخي، والتدريب على التحدث أمام الجمهور، بالإضافة إلى دورات في تسجيل القصص الصوتية وتدريب مدربي الترجمة ).

العضويات
- عضو اتحاد كتاب وأدباء الإمارات.
- عضو اتحاد كتاب العرب.
- عضو رابطة أديبات الإمارات.
- عضو مسرح دبي الوطني ومسرح الشباب للفنون.
- عضو المجلس الاستشاري لجامعة سان جوزيف.
- عضو مجلس أمناء مدارس أجيال - مدرسة محمد بن راشد آل مكتوم.

المشاركات الأدبية والثقافية
تنشط الهنوف محمد في المجال الثقافي من خلال تقديم برامج مثل :
- "حكاية قصيدة" على منصات التواصل الاجتماعي.
- "مساءات من دبي" على منصات التواصل الاجتماعي.
- تقديم محاضرات متخصصة، مثل محاضرة عن واقع الترجمة في الإمارات في مكتبة محمد بن راشد (سبتمبر 2024)، ومحاضرة عن "قصة نجاحي" بمناسبة اليوم العالمي للمرأة (مارس 2024).
- تحكيم مناظرة الذكاء الاصطناعي بجامعة الدول العربية في دورتها الأولى.

المشاركات الشعرية
قدمت الهنوف محمد أمسيات ومشاركات شعرية في العديد من المحافل المحلية والدولية، شملت:
- داخل الإمارات: جميع المؤسسات الثقافية ومعارض الكتاب.
- عربيًا: المملكة العربية السعودية، سلطنة عمان، البحرين، مصر، المغرب، تونس، موريتانيا، الجزائر، سوريا، والعراق.
- عالميًا: اليابان، فرنسا، وإسبانيا.

الإصدارات الأدبية والترجمات
- دواوين شعرية: «سماوات»، «جدران»، و«ريح يوسف».
- كتاب: «الطريق إلى اليابان».
- ترجمة مشتركة: لديوان «شموع ذات ألوان» وديوان «لويز جلوك».

الجوائز والتكريم
- كُرمت في فرنسا بمناسبة اليوم العالمي للمرأة في 8 مارس 2022.